# زكي سلام
زكي سلام (1958-) نحات فلسطيني ولد في جوبر في دمشق لعائلة هجرت من قرية الطنطورة في حيفا في فلسطين جراء حرب نكبة 1948، درس في كلية الفنون الجميلة في جامعة دمشق قسم النحت وتخرج عام 1984، وأكمل دراساته العليا عام 2000، وكان عضوًا في كل من الاتحاد العام للفنانين التشكيليين الفلسطينيين واتحاد الفنانين الفلسطينيين فرع سوريا، وعمل في معهد الفنون التطبيقية في دمشق كرئيس قسم الخزف في الفترة ما بين 1984-2008. إضافة إلى ذلك، أسس جاليري (رؤى) وتفرغ للعمل الفني في سوريا، ويعيش الآن في الجزائر.

## أسلوبه الفني
تعددت أساليب زكي الفنية والتي تبنى فيها مواضيع مفتوحة من أجل البحث والاكتشاف، إذ استخدم الحجر والخشب والطين في أعماله والتي تأثرت بالواقع الفلسطيني بشكل خاص آنذاك من اجتياح لبنان 1982 وخروج منظمة التحرير الفلسطينية من لبنان، وعليه قام سلّام بالتعبير عن القضية الفلسطينية واحتجاجه السياسي، مُظهرًا في أعماله حالة من الجمود والهندسة، وتغير هذا الأسلوب في عام 1993 بعد توقيع اتفاقية اوسلو إذ ساد في أعماله الهدوء، الذي خلق تصدعًا في الفكر المقاوم والتي أرجعت أعماله للمدرسة الأكاديمية التعبيرية. هاجر زكي بعد حرب سوريا عام 2012 إلى الجزائر، فتأثر أسلوبه الفني إذ أصبح أكثر درامية فمزج بين معاناة اللاجئ والمهاجر السوري والفلسطيني وأعادت منحوتاته العلاقة بين الموضوع والمادة بالتركيز على عناصر معينة مثل: العائلة، والمجموعة، والمجتمع.

## المعارض الفردية
شارك زكي في معارض فردية عديدة عرض فيها أعماله الفنية المختلفة، ومنها:
- معرض نحت المركب الثقافي، عائشة حداد، في برج بوعريريج في الجزائر عام 2018.
- معرض نحت، متحف نصر الدين دينييه، في بوسعادة، الجزائر عام 2017.
- معرض قصر الخليفة ضمن فعاليات قسنطينة عاصمة الثقافة العربية عام 2015.
- معرض متنقل بين المدن الإيطالية في كل من (سبوليتو، وبيزاريو، وروما) في 2006.
- جاليري بلدنا، في الأردن عام 1997.

## المعارض الجماعية
شارك زكي في العديد من المعارض الفنية المشتركة، ومنها:
- معرض النحت، جوهر في الجزائر  عام2017.
- معرض (النحت خطاب الأنامل)، الصالون الوطني الأول للنحت، في الجزائر  عام 2016.
- معرض قسنطينة عاصمة الثقافة العربية، صالون النحت للشرق الجزائري، في الجزائر  عام 2015.
- معرض الصالون الوطني للفنون التشكيلية، في سطيف الجزائر عام 2014.
- تقنيات النحت المختلفة، في غاليري بيت الرؤى، في دمشق سوريا عام 2008.
- معرض ترينالي مصر الدولي الخامس للجرافيك عام 2006.
- معرض (كراسي)، فندق الميريديان في دمشق سوريا عام 2000.
- معرض النحاتين العرب، في جرش الأردن عام 1997.
- جاليري اتاسي في دمشق عام 1996.
- معرض الخمسة، جاليري ناجي العلي في دمشق عام 1989.
- جاليري أبيلا في دمشق عام 1986.
- معرض ثنائي مع عبد الحي مسلم جاليري سوس في دمشق 1983.
- معرض ذكرى انطلاقة الثورة في عدن، اليمن عام 1981.[6]

## الجوائز
حصل زكي على عدة جوائز في مسيرته الفنية من ضمنها جائزة محمد خدة للفنون التشكيلية في الجزائر عام 2019، والجائزة الأولى من مهرجان دمشق للثقافة والتراث في عام 2004.